# セルビア (小惑星)
セルビアまたはセルビヤ (1564 Srbija) は小惑星帯に位置する小惑星である。ユーゴスラビア（現：セルビア）のベオグラードでミロラド・プロティッチによって発見された。
セルビアに因んで命名された。